# Zsolt Nemcsik
Zsolt Nemcsik (n. 15 august 1977, Budapesta, Republica Populară Ungară) este un fost scrimer maghiar specializat pe sabie. A fost laureat cu argint individual la Jocurile Olimpice din 2004 de la Atena, la Campionatul European din 2005 de la Zalaegerszeg și la Campionatul Mondial din 2006 de la Torino. A câștigat Cupa Mondială de Scrimă din 2005-2006. Cu echipa Ungariei a fost dublu campion mondial în 1998 și în 2007 și vicecampion european în 2006.

## Carieră
S-a apucat de scrimă la vârsta de noua ani pentru a-l urma pe fratele lui cel mai mare. A fost pregătit de antrenorul György Gerevich la clubul „Vasas” din Budapesta. În anul 1996 a cucerit medalia de aur la Campionatul Mondial pentru juniori de la Tournai. Datorită acestui rezultat, s-a alăturat echipei naționale de seniori.
În sezonul 1997-1998 a cucerit prima sa medalie la o etapă de Cupa Mondială cu un bronz la Trofeul „Luxardo” de la Padova. În același an a devenit campion mondial pe echipe. În anul 1999 a câștigat aurul pe echipe la Universiada de vară din 1999 de la Palma de Mallorca. A participat la Jocurile Olimpice din 2000 de la Sydney, unde a fost învins în tabloul de 32 de britanicul James Williams. La Olimpiada din 2004 de la Atena, a trecut la limită de românul Mihai Covaliu în sferturile de finală, apoi l-a învins pe ucraineanul Vladîslav Tretiak. În finala a fost bătut de italianul Aldo Montano, scorul fiind 15-14, și s-a mulțumit cu argintul. La proba pe echipe, echipa Ungariei a pierdut în sferturile de finală cu Statele Unite, scorul fiind 43-45, și s-a clasat pe locul 5 după meciurile de clasare.
În anul următor a ajuns în finala la Campionatul European de la Zalaegerszeg, unde a pierdut din nou cu Montano. În anul 2006 a cucerit medalia de argint la Campionatul Mondial de la Torino, după ce a fost învins în finala de rusul Stanislav Pozdniakov. Cu patru medalii de Cupă Mondială, inclusiv două de aur, a încheiat sezonul pe locul 1 în clasamentul mondial. În anul 2007 a devenit campion mondial pe echipe pentru a doua dată. La Jocurile Olimpice din 2008 de la Beijing a fost eliminat în turul întâi de chinezul Zhou Hanming. La proba pe echipe, Ungaria a pierdut din nou cu Statele Unite, la o tușă de data aceasta, și s-a clasat pe locul 7.
După ce a pus punct carierei de sportiv, a devenit antrenor de scrimă la clubul de Frascati în Italia. Acum lucrează ca antrenor de fitness la Zurich în Elveția.

## Palmares
Clasamentul la Cupa Mondială
Datele lipsesc înainte de 2002.
| An  | 2002 | 2003 | 2004 | 2005 | 2006 | 2007 | 2008 | 2009 | 2010 | 2011 | 2012 | 2013 |
| --- | ---- | ---- | ---- | ---- | ---- | ---- | ---- | ---- | ---- | ---- | ---- | ---- |
| Loc | 6    | 13   | 3    | 6    | 1    | 7    | 9    | 12   | 17   | 29   | 80   | 159  |

## Distincții
- cavaler al Ordinului de Merit al Republicii Ungare (2004)

## Legături externe
- en Zsolt Nemcsik la Olympedia.org